# 雷嘉祥
雷嘉祥（1533年—1580年），字和卿，號寰宇，四川成都府井研縣人，明朝政治人物。

## 生平
隆庆元年丁卯科四川鄉試第四名舉人，隆慶五年（1571年）辛未科會試第六十七名，第三甲第三十九名進士。户部觀政，授湖廣襄陽府宜城县知县，萬曆三年（1575年）七月选授试监察御史，四年三月實授江西道御史，巡视长芦山东等处盐课，五年五月巡按贵州，十一月升湖广按察司佥事，八年降用，卒。

## 家族
曾祖雷天鑑；祖雷守成；父雷鳴贊；母吳氏。永感下，妻李氏，弟嘉泰。孫雷起龍、雷起剑。